# Garou, Benin
Garou är ett arrondissement i kommunen Malanville i Benin. Den hade 16 235 invånare år 2002.